# Beřovice
Beřovice là một làng thuộc huyện Kladno, vùng Středočeský, Cộng hòa Séc.